# Cásate conmigo, Maribel
Cásate conmigo, Maribel és una pel·lícula espanyola dirigida el 2003 per Ángel Blasco, qui també és autor del guió. Està basada en una adaptació de l'obra de teatre de Miguel Mihura Maribel y la extraña familia.

## Sinopsi
Maribel és una prostituta benintencionada de Madrid dels anys 1950 que una nit coneix Marcelino, un home tímid i tranquil propietari d'una fàbrica de xocolata a Sòria que ha vingut a Madrid a buscar xicota. Marcelino li demana que es casi amb ell, sense adonar-se de la seva condició. Maribel comença a sentir-se atreta per ell, però les seves desconfiades companyes Pili, Rufi i Niní, sospiten que Marcelino és un assassí i que les dues ancianes que viuen amb ell, Donya Paula i Donya Matilde, són còmplices dels seus crims.

## Repartiment
- Natalia Dicenta - Maribel
- Carlos Hipólito - Marcelino
- Nathalie Seseña - Pili
- Mireia Ros - Rufi
- Malena Alterio - Niní
- María Isbert - Doña Paula
- María Ángeles Acevedo - Doña Matilde

## Nominacions
A les Medalles del Cercle d'Escriptors Cinematogràfics de 2003 fou nominada al millor guió adaptat.